# Жаров, Александр Евдокимович
Алекса́ндр Евдоки́мович Жа́ров (16 ноября 1879 — 9 апреля 1955) — русский революционер, большевик. Депутат Иваново-Вознесенского совета рабочих депутатов. Член РСДРП и РКП.

## Биография
Родился в деревне Песочное Шуйского уезда Владимирской губернии (сейчас Ивановский район, Ивановская область). В возрасте 15 лет уехал в Иваново-Вознесенск (сейчас Иваново) и устроился работать на фабрику И.Гарелина. Стал посещать местные революционные кружки и в 1897 году был принят в «Рабочий Союз».
Летом 1897 года Жарова арестовали, но ввиду нехватки улик он был освобождён. В 1898 году был одним из организаторов маёвки в лесу возле города. В 1899 году городским комитетом РСДРП командирован в Орехово-Зуево. После возвращения в Иваново-Вознесенск устроил библиотеку нелегальной литературы. 12 августа 1900 года заключён во владимирскую тюрьму на 6 месяцев, а в декабре 1901 года в петербургские «Кресты». Освободился через два года.
Во время Иваново-Вознесенской стачки 1905 года от фабрики Полушина был избран депутатом Иваново-Вознесенского совета рабочих депутатов. В этом же году Жарова уволили с фабрики и он уехал в Песочное, потом вернулся в Иваново-Вознесенск и в конце 1906 года устроился на фабрику Куваева.
После Февральской революции возглавил фабричный комитет. Под его руководством на фабрике был организован отряд Красной гвардии. В мае 1918 года РКП был командирован в Авдотьинскую волость Шуйского уезда. Там его избирают председателем волисполкома. В ноябре получил должность продкомиссара Иваново-Вознесенского уезда. На этой должности работал до 1922 года. В 20-х годах работал в руководстве губернского лесного отдела и губземуправления, был председателем губсельпромсоюза.
В 1929 году командирован в Москву, где руководил союзом Всекооплеса, текстильным объединением при Всекомпромсовете. Был членом некоторых районных комитетов ВКП Москвы.
Умер 9 апреля 1955 года. Похоронен на Новодевичьем кладбище.

## Память
Именем Александра Евдокимовича Жарова в Иванове названа улица.